# Chutes de Lancrenon
Les chutes de Lancrenon sont des chutes d'eau de plus de 100 m de hauteur, situées sur la rivière Ngou affluent de la Mbéré, qui marque la frontière entre le Cameroun et la République centrafricaine. Elles sont parmi les plus connues du pays.

## Géographie
Elles sont situées à proximité de l’axe routier Bocaranga – Meiganga et de la localité de Bougoui (commune de Mbili) dans la préfecture de l’Ouham-Pendé côté centrafricain. La rivière Ngou chute de 840 m à 720 m d’altitude dans le fossé de la Mbéré. 

## Histoire

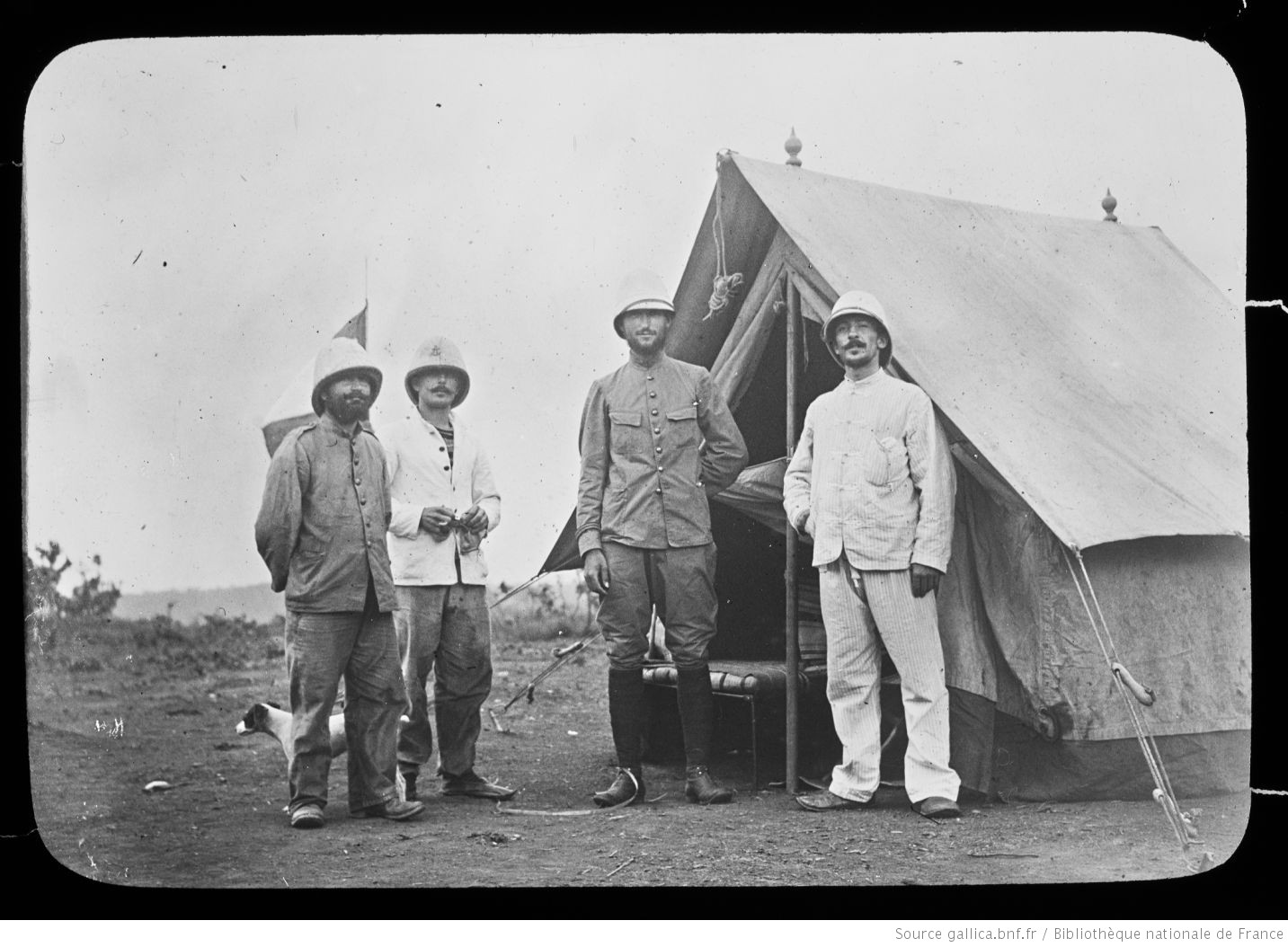
Les membres de la Mission Lancrenon

Ces chutes d’eau doivent leur nom à Pierre Lancrenon (1880-1917), lieutenant dans l'armée française qui les a découvertes le 8 août 1905 à l'âge de 25 ans. Parti ouvrir une route depuis Carnot en Centrafrique pour rejoindre Laï au Tchad, Pierre Lancrenon a mené une expédition sur des milliers de kilomètres. Le 8 août 1905, il découvre ces chutes d’eau aujourd’hui répertoriées comme comptant parmi les plus belles d’Afrique.  
Première ligne télégraphique sur plus de 2 000 km : au cours d’un deuxième séjour au Tchad entre 1910 et 1913, Pierre Lancrenon a réalisé la première ligne télégraphique entre Bangui et Fort-Lamy (N’Djamena). 
Extraits de son livre « Les travaux de la mission télégraphique du Tchad 1910-1913 ».
« L’Afrique Équatoriale avait toujours souffert des difficultés et de la lenteur imposées par la nature à ses communications intérieures. …/… Le but à atteindre était de relier Fort-Lamy le plus rapidement possible, d’une part avec Bangui et Brazzaville, d’autre part avec le réseau de l’Afrique Occidentale, et par lui avec Dakar et la France. » …/… Il restait à combler un intervalle de 2 200 km. …/… 

Fin du livre : Le chemin de fer projeté entre Bangui et Fort-Crampel ne servira donc pas seulement des intérêts militaires ou administratifs ; il sera une voie commerciale qui donnera la vie économique à un immense pays dès maintenant prêt à se développer. En attendant le jour où ils pourront prendre le train, les camarades qui nous ont succédé là-bas se contentent de recevoir de nos nouvelles. La ligne télégraphique, entretenue avec sollicitude par les circonscriptions leur apporte en deux jours les dépêches venues de Brest, Dakar et N’Guigmi ; j’espère qu’en les lisant ils pensent parfois un peu à ce qu’a fait pour eux la mission télégraphique. » 
« J’ai dû, dès le début, reprendre une habitude déjà acquise lors de mon premier séjour au territoire : dans ce pays, chacun fait, non seulement ce qu’il a à faire, mais bien d’autres choses encore ». Pierre Lancrenon
Cette phrase en dit long sur le périple, les difficultés et toute la volonté qu’il lui a fallu, avec son équipe, pour atteindre ses objectifs à travers des territoires souvent inexplorés, dans les conditions matérielles du tout début du XXe siècle. Pierre Lancrenon signait son livre en décembre 1913. Six mois plus tard, éclatait la Première Guerre mondiale. Il est mort en 1917 à l'âge de 37 ans